# Харитонов, Иван Константинович
Иван Константинович Харитонов (род. 21 октября 1993, Российская Федерация) — российский гандболист, правый крайний российского клуба «Динамо-Сунгуль». Мастер спорта России.

## Карьера
Первый тренер - Александр Сергеевич Бородин. Иван Харитонов воспитанник ставропольского гандбола. С сезона 2012/13 году выступал за основную команду «Динамо-Виктор». С лета 2025 года защищает цвета снежинского «Динамо-Сунгуля». 

## Статистика
| Сезон        | Клуб          | Лига      | Матчи | Голы | 7-метр | Голы | передачи | перехваты |
| ------------ | ------------- | --------- | ----- | ---- | ------ | ---- | -------- | --------- |
| 2014/15      | Динамо-Виктор | Суперлига | 27    | 69   | 3      | 66   | 12       | 27        |
| 2015/16      | Динамо-Виктор | Суперлига | 21    | 28   | 0      | 28   | 4        | 9         |
| 2016/17      | Динамо-Виктор | Суперлига | 26    | 52   | 0      | 52   | 10       | 20        |
| 2017/18      | Динамо-Виктор | Суперлига | 27    | 65   | 0      | 65   | 21       | 21        |
| 2014-по н.в. | Итого         | Суперлига | 101   | 214  | 3      | 211  | 47       | 77        |